# Stolpe (ätt)

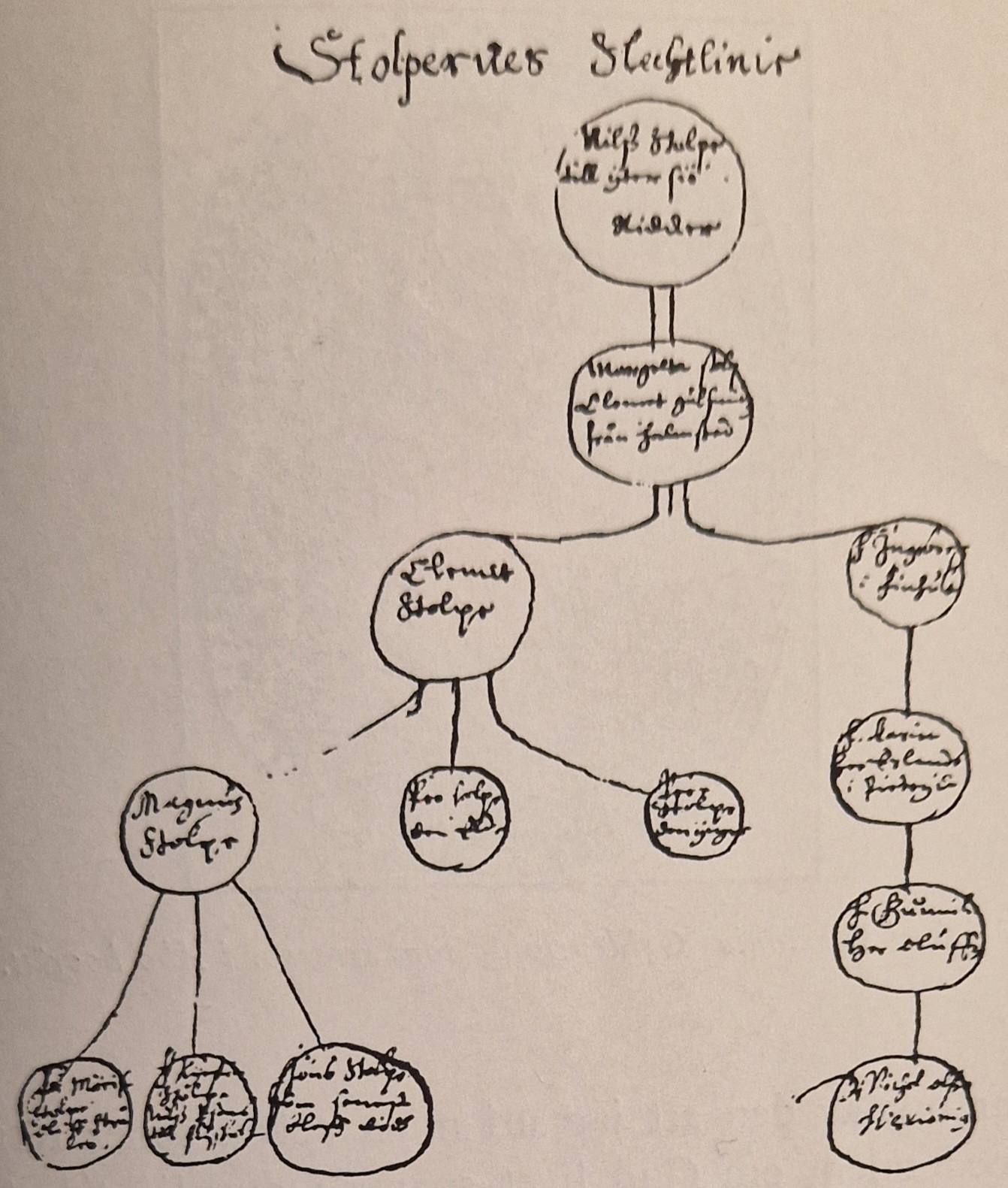
Släktutredning för släkten Stolpe, gjord under första hälften av 1600-talet. Olof Stråle som var gift med Magnus Stolpes dotter längst till vänster, Michel Wexioinius gren till höger.

Stolpe är en sedan länge utslocknad svensk adelsätt.

## Historik
Clemet Clemetsson Stolpe som 1567-1577 var fogde över Västbo härad var son till borgmästaren i Halmstad, Clemet guldsmed. I sina efterlämnade skrifter från omkring 1590 nämner han att hans mor Margareta skall ha varit dotter till Nils Stolpe till Yttersjö, en man av gammal adelig ätt. Clemet Stolpe skrev sig till Esehylte i Långaryds socken och fick tre kända söner.
Han omtalas i övrigt som uppköpare av frälsejord och som underskrivare av ett dokument 1582, där han räknades som adelsman.
Enligt Anrep skall Clemet Stolpe, som var assessor vid Svea hovrätt, blev på ättens vägnar introducerad på Riddarhuset år 1625 under nummer 83. Någon sådan har dock inte återfunnits i samtida dokument och Olof Andersson Stråle som tecknade ättens släkträd och skall ha varit kusin med denne Clemet Stolpe har inte med honom. Med denne eller med kusinen Jöns, som räknades som släktens överhuvud, och som levde 1642, utslocknade ätten på svärdssidan.
Michael Wexionius hänvisade 13 augusti 1643 i ett brev till Per Brahe den yngre sin härstamning på ätten Stolpe (Nils Stolpe till Yttersjö var hans mormors mormors far) och begärde att få anta ätten Stolpes vapen som sitt eget då ätten nu var utdöd. I samband med drottning Kristinas kröning adlades han, och antog då namnet Gyldenstolpe.